# Makthavare.se
Makthavare.se är en numera nerlagd svensk nätpublikation som tidigare har ägts och driften var tidigare av Inre Kabinettet AB (Almedalsbloggen). Målsättningen var personorienterad makthavarbevakning.
Bakgrunden till Makthavare.se var dels den ideella sajten Almedalsbloggen samt en wiki skapad av nyhetsmagasinet Fokus, som ett led i tidningens kartläggning av landets 100 mäktigaste personer. Sajten utvecklades till att bli en politik- och politikerbevakningstjänst. En nylansering skedde i maj 2009, då med fokus på valet till Europaparlamentet.
I maj 2012 klipptes banden med Fokus. Huvudparten av arbetet utfördes ideellt av oavlönade skribenter.
Makthavare.se utsågs 2009 tillsammans med Fokus.se till "Årets tidskrift inom området digitala medier". Makthavare.se utsåg tillsammans med Twingly, Bloggplats H12 och Almega varje år årets Almedalsbloggare. 
Chefredaktör var från 2015 Jessica Schedvin.